# Henry Sinclair
Henry Sinclair, graaf van Orkney, (c.1345 - c.1400) was een Schotse als zowel Noorse adellijke persoon. Sinclair hield de titel van graaf van Orkney onder gezag van de koningen van Noorwegen. Hij wordt soms erkend onder een andere spellingsnaam, die van Sint Clair.
Henry Sinclair was de grootvader van William Sinclair, 1ste graaf van Caithness, de bouwer van de Rosslyn Chapel. William Thomson schreef over graaf Henry in zijn boek The New History of Orkney;
Henry was een zoon van William Sinclair, heer van Roslin en zijn vrouw Isabella (Isobel) van Strathearn. Ze was een dochter van Maol losa, graaf van Orkney. Henry Sinclairs grootvader (van moeders zijde) had veel van zijn land (of eilanden) verloren, zijn graafschap van Straithearn was hij helemaal verloren aan de Schotse Koningen. Na 13 september 1358 overleed Henry's vader en volgde hij hem op als baron van Roslin, Pentland en Cousland, een groep van kleinere landerijen en bezittingen in Lothian.
In modern gebruik komt de naam van Sinclair op in legendes die speculeren dat hij deel zou hebben genomen aan ontdekkingsreizen naar Groenland en Noord-Amerika, bijna 100 jaar eerder dan Christoffel Columbus. Het historisch bewijs hiervoor berust op vervalste brieven van de gebroeders Zeno, die omschrijven hoe de gebroeders onder leiding van Henry Sinclair Amerika ontdekten. De brieven zijn pas ná de ontdekking van Amerika gevonden. Er bestaat geen ander bewijs uit Sinclair's tijd dat aangeeft dat hij ooit een dergelijke reis heeft gemaakt.
- Gemeinsame Normdatei: 121366876X
- International Standard Name Identifier: 0000 0000 5961 5916
- Library of Congress Control Number: n83138779
- Nationale Bibliotheek van Tsjechië: jx20090525009
- Nationale Bibliotheek van Israël: 987007375627905171
- Virtual International Authority File: 57992596
- WorldCat: E39PBJtCyT38xt7b4tFKgkmfMP